# Předboj
Předboj (en allemand : Horomierschitz) est une commune du district de Prague-Est, dans la région de Bohême-Centrale, en République tchèque. Sa population s'élevait à 1 146 habitants en 2020.

## Géographie
Předboj se trouve à 4,5 km au sud-ouest de Neratovice, à 5 km au sud-sud-est de Odolena Voda et à 16 km au nord-nord-est de Prague.
La commune est limitée par Neratovice au nord, par Kojetice et Zlonín à l'est, par Bašť au sud, et par Panenské Břežany et Veliká Ves à l'ouest.

## Histoire
La première mention écrite de la localité date de 1253.

## Transports
Par la route, Předboj se trouve à 6 km de Neratovice, à 6,5 km de Odolena Voda et à 23 km du centre de Prague.